# Pauline Piddock
Pauline Piddock, geb. Hemmings (* 1949; † Juli 2007), war eine englische Tischtennisspielerin. Sie nahm an mehreren Weltmeisterschaften teil.

## Werdegang
Pauline Hemmings wuchs im englischen Baldock auf. Im September 1967 heiratete sie den englischen Tischtennisspieler Tony Piddock und trat danach unter dem Namen Pauline Piddock auf.
1969 gewann sie die nationale englische Meisterschaft im Doppel mit Judy Heaps. Bei der Weltmeisterschaft 1969 in München besiegte sie überraschend die amtierende Weltmeisterin Sachiko Morisawa aus Japan, schied später jedoch gegen Edit Buchholz aus Westdeutschland aus. 1971 holte sie bei den Commonwealth-Meisterschaften den Titel im Doppel mit Karenza Mathews und im Mixed mit Alan Hydes.